# Епитафи Радичевићима на гробљу Врањача у Ртарима
Епитафи Радичевићима на гробљу Врањача у Ртарима представљају значајна епиграфска и фамилијарна сведочанства преписана са старих надгробних споменика у доњодрагачевском селу Ртари, Oпштина Лучани.
Ртарски Радичевићи потомци су старих Јелисијевића, који су се доселили с простора Црне Горе између 1770. и 1780. године. После 1820. велика фамилија Јелесијевића почиње да се грана. Од њих су потекли ртарски Радичевићи, Обрадовићи, Танасијевићи и Милутиновићи, као и Пауновићи из Парменца.
Радичевићи су добили име по претку Радичу Миловановићу (†1853) који је био члан примирителног суда и сеоски кмет. Радич је са супругом Ружицом имао синове Јована, Мијата и Илију.
Јован је са супругом Марицом имао синове Гаврила, Обрада и Мијаила; Мијат је са супругом Росом имао синове Алексу и Филипа, а Илија са супругом Марицом синове Новицу и Вилимана, од којих започиње грањање родословног стабла ове велике фамилије.
Сви стари Радичевићи имали су пуно деце, али је уочљива њихова велика смртност. Јануара 1859. године Мијаилу и Рујки Радичевић за један дан од „гушобоље” умрло је троје деце. Радичевићи су нарочито страдали од епидемија разних болести периоду од 1912. до 1918. године.
Радичевићи данас живе у Ртарима, Чачку, Београду, Крушевцу, Панчеву и Лучанима. Славе Стевањдан.
Споменик Јовану Радичевићу (†1852)
Овде почива раб Божи
ЈОВАН Радичевић
поживи г. 35
умре августа 14 1852 г.
Споменик Радичу Миловановићу (†1853)
Овде почива раб Божи
РАДИЧ Миловановић ж с Ртара
Поживи 68
умро 1853
Споменик Ђурђији Радичевић (†1893)
ЂУРЂИЈА
кћи Јована Радичевића
умре од 3 г
5 октобра 1893
Спомен подиже јој отац
Споменик Милуну Радичевићу (†1898)
МИЛУН
син Јована Радичевића
умро од 2 г.
12 априла 1898 г.
Спомен подиже му отац
Споменик Ружици рођ. Миловановић (†1909)
Раб Божиј
РУЖИЦА
од родитеља Миловановића.
Поживи 56.
престави се по васкрсенију
умрла 1909
Споменик Јелисавки Радичевић (†19??)
Кћи ЈЕЛИСАВКА
Гаја Радичевића
умре од 7 год
Споменик Обраду (†1896) и Аноки (†19??) Радичевић
Овде почива тело дичног србина
ОБРАДА Радичевића из Ртара
кои часно поживи 56 год
а умре 25 марта 1896 год.
Овај спомен подиже му унук Периша Радичевић
и његова супруга Анока и сна Сава
Са леве стране почиваће његова супруга
Анока Радичевић рођена 23 марта 1847 г.
Споменик Миленку Радичевићу (†1903)
Овде МИЛЕНКО
син Радича Радичевића
ђак 2 разреда од 8 г.
умро 10 маја 1903 го
Спомен подиже му отац
Споменик Милунки Радичевић (†1904)
Овде МИЛУНКА
кћи Раденка Радичевића
Умре од 11 г
20 септембра 1904 г.
Спомен подиже јој отац
Споменик Мијаилу Радичевићу (†1905)
МИЈАИЛО Радичевић
рођ. 1844
умро 1905
Споменик Роси Радичевић (†1905)
Пред овим спомеником
почивају земни остатци
РОСЕ
верне супруге Јована Радичевића из Ртара
која се пресели у вечност 28 семтем. 1905 г.
Спомен јој подиже муж Јован Радичевић
Споменик Властимиру Радичевићу (†1907)
Ох гробницо проклета тамницо
младост моја рано цвеће
кога мајка више видет неће
ВЛАСТИМИР
жалосни син Гаја и Стамене Радичевић из Ртара
који се у 19-тој години своје младости
од шарлаха пакосије Болести
на жал своме роду престави у вечност
9 децембра 1907 године.
Бог да му душу прости ... (текст даље оштећен)
На надгробној плочи:
Под овом плочом вену кости
Властимира Радичевића
Споменик Радошу Радичевићу (†1911)
РАДОШ од 3 г.
син Чедомира Радичевића
Умре 15 септембра 1911.
Спомен подиже му отац Чедомир
1922
Споменик Гаврилу Радичевићу (†1915)
ГАВРИЛО Радичевић
рођен 1841
Умро. 1915. (текст даље оштећен)
Овај спомен подигоше синови Јован и Радич
унуци Милија и Миладин.
Споменик Алекси Радичевићу (†1915)
Овде почива раб божи
АЛЕКСА Радичевић
земљоделац из Ртара
кои часно и поштено поживи 65 г.
умре 1915 год.
Бог да му душу прости
Спомен подигоше ... (текст даље оштећен)
Споменик Милеви Радичевић (†1916)
Овде почивају земни остатци
МИЛЕВЕ
верне супруге п. Филимана Радичевића из Ртара
која часно поживи 43 г.
а престави се у вечност 16 фебруара 1916. год.
Споменик Страини (†1914) и Винки (†1918) Радичевић
Пред овим спом. почива тело
СТРАИНА Радичевића из Ртара
поживи 17 г. а умре 1914 г.
и ВИНКА
супруга Душана Радичевића из Ртара
која поживи 27 г. а умре 1918 г.
Овај спомен подиже син и синовац Драгиша
ћерка Љубинка
и унуци Братислав и Слободан
Споменик Авраму Радичевићу (†1918)
Овде почива младенац
АВРАМ
син Јулке и Светомира Радичевића из Ртара
рођен 1914 умро 1918 г.
Спомен подигоше родитељи
и чича Чедомир
Споменик Стамени Радичевић (†1918)
Овде почива раба божија
СТАМЕНА
верна супруга Гаврила Радичевића из Ртара
која часно поживи 74 год.
Умрла 20 априла 1918. г.
Бог да јој душу прости
Овај спомен подигоше јој синови Јован и Радич
Споменик Милици Радичевић (†1918)
Овде почива
МИЛИЦА
жена Милије Радичевића
која у великој части поживи 21. г.
а умре 10. новембра 1918.
Бог да јој душу прости.
Спомен подиже свекар Раденко
и муж Милија
и девер Миладин
Споменик Дринки Радичевић (†1918)
Овде почива ДРИНКА
супруга Јована Радичевића из Ртара
поживи 41 год:
А умре 10 новембра 1918 год.
Споменик Јулки Радичевић (†1920)
Овде почива тело
верне супруге покојне
ЈУЛКЕ
Алексе Радичевића из Ртара
часно поживи 65 год.
а престави се у вечност
13 јануара 1920.
Спомен јој подижу синови
Тикомир, Светомир и Чедомир
унук Михаило и кћи Стојка
Споменик Филиману Радичевићу (†1922)
За вечну успомену п.
ФИЛИМАНУ Радичевићу из Ртара,
који часно поживе у грађанству 51 год.
А услед ратних напора доби телесну неподобност.
А као резер. наредник учестовао је у рату 1912-18 г.
и при повратку и своју отаџбину
умре код своје куће 10. маја 1922. г.
Спомен овај подигоше му синови
Десимир и Сретен Радичевићи.
М. Ковачевић каменорезац
Споменик Новици Радичевићу (†1927)
Пред овим споменом лежи тело
НОВИЦЕ Радичевића из Ртара
који је часно и поштено живео 56 год.
као храбар војник учестовао је у ратовима од 1912-1918. г.
по доласку својој кући пресели се у вечност 15. маја 1927 г.
Спомен му подиже син Милован
кћи Радојка и супруга Станија и баба Јела
Споменик Војимирки Радичевић (†19??)
Овде вене млад цвет
ВОЈИМИРКА
кћи Јулке и Светомира Радичевића из Ртара ... (текст даље оштећен)
Споменик Наталији Радичевић (†1930)
За вечну успомену
НАТАЛИЈИ
верној супрузи Милије Радичевића
која часно и поштено поживи 26. год.
А престави се 30 јуна 1930 год.
и остави своје 3 нејаке деце
које ће да вечно за својом мајком венути
Овај спомен подиже муж Милија 1934 г
Споменик Гају Радичевићу (†1931)
За вечиту успомену последњи поклон
нашем незаборавном сину јединцу
ГАЈУ
који ће његови родитељи жалосно долазити гробу
У жалосном двору вечити сан борави
дичне младости велике жалости
Ој гробнице проклета тамнице
У њој лежи младо цвеће
кога мајка више видет неће
Умре у најлепшем цвету младости
остави родитеље у великој жалости.
Рођен 1919.г.
Умро 1931.
Бог да му душу прости.
Спомен му подижу ожалошћени отац Љубо
и мајка Милева
Споменик Јовану Радичевићу (†1933)
За вечну успомену последњи поклон
ЈОВАНУ Радичевићу из Ртара
који часно и поштено у грађанству поживи 71 год
а после дужег боловања испусти своју душу
6. октобра 1933 г.
Оставијо многобројну Родбину.
Спомен му подигоше синови Љубо и Драгутин
брат Радич
и синовци Милија и Миладин
Споменик Милораду Радичевића (†1936)
МИЛОРАД Радичевић
рођ. 17.VII.1920 г
Умро 12.VII.1936 г.
Спомен подигоше отац Тикомир
и мати Марта
сестра Ковиљка
Споменик Светомиру Радичевићу (†1947)
Овде почива
СВЕТОМИР Радичевић из Ртара
који часно поживи 65 год
а учестовао је у I светском рату
од 1912-1918 год.
Умро 15.V.1947 год.
Бог да му душу прости
Овај спомен Сподигоше син Стаменко
и унук Првослав
супруга Јулка
и снаја Гроздана
Споменик Сави Радичевић (†1948)
Овде почива
САВА
верна супруга Перише Радичевића из Ртара
рођена 1894 а са својим мужем Перишом
поживи у браку 35 г.
Умре 11 маја 1948 године.
Спомен подиже јој муж Периша
свак Вукадин Симеуновић и Милан
и девер Милутин Радичевић